# Heinz Flohe
Heinz Flohe (28. leden 1948, Euskirchen - 15. červen 2013, Euskirchen) byl německý fotbalista. Hrával na pozici záložníka. Zemřel 15. června 2013 ve věku 65 let na cévní mozkovou příhodu.
S německou reprezentací získal zlatou medaili na mistrovství světa 1974 a stříbro z mistrovství Evropy 1976. Zúčastnil se též mistrovství světa 1978. Celkem za národní tým odehrál 39 utkání, v nichž vstřelil 8 branek.
S 1. FC Köln se stal mistrem Německa (1977/78) a třikrát získal německý pohár (1967/68, 1976/77, 1977/78). V Bundeslize odehrál 343 zápasů, v nichž vstřelil 81 gólů. Krom kolínského klubu ji hrál ještě v dresu Mnichov 1860.